# Copa do Mundo de Esqui Alpino de 2006
A Copa do Mundo de Esqui Alpino de 2006 foi a 40º edição da Copa do Mundo, ela foi iniciada em outubro de 2005 na Áustria e finalizada em março de 2006 na Suécia.
O austríaco Benjamin Raich venceu no masculino, enquanto no feminino a croata Janica Kostelić foi a campeã geral.